# Club Deportivo Marianao Poblet
El Club Deportivo Marianao Poblet és un club de futbol català de la ciutat de Sant Boi de Llobregat que actualment milita al grup 3 de segona catalana
Va ser fundat l'any 1994, fruit de la fusió de dos clubs de la ciutat de Sant Boi de Llobregat: la UD Marianao (1976) i el CF Poblet (1991). A final de la temporada 2003/04 absorbeix a CE L'Hospitalet Atlètic i ocupa la seva plaça a Primera Catalana. Actualment (2009) és el segon club de futbol de Sant Boi de Llobregat en importància si es tenen en compte les classificacions futbolístiques. Disputa els seus partits a l'estadi Municipal de Marianao i els seus colors són el vermell, amb pantaló negre.

## Temporades
- 1994-95 Primera Regional Gr.3r, 8è
- 1995-96 Primera Regional Gr.3r, 5è
- 1996-97 Primera Regional Gr.3r, 10è
- 1997-98 Primera Regional Gr.3r, 14è. Descens
- 1998-99 Segona Regional Gr.7è, 1r. Campió
- 1999-00 Primera Regional Gr.3r, 8è
- 2000-01 Primera Regional Gr.3r, 1r. Campió
- 2001-02 Reg. Preferent Gr.2n, 9è
- 2002-03 Reg. Preferent Gr.2n, 12è
- 2003-04 Reg. Preferent Gr.2n, 17è.Descens però es queda la plaça de l'Hospitalet At.
- 2004-05 Primera Catalana 19è. Descens
- 2005-06 Reg. Preferent Gr.2n, 3r
- 2006-07 Reg. Preferent Gr.2n, 10è
- 2007-08 Reg. Preferent Gr.2n, 1r. Campió
- 2008-09 Primera Catalana 5è. Millor classificació de la historia.
- 2009-10 Primera Catalana 18è. Descens
- 2010-11 Reg. Preferent Gr.2n, 15è
- 2011-12 Segona catalana Gr.3r, 11è
- 2012-13 Segona Catalana Gr.3, 1r Campió
- 2013-14 Primera Catalana Gr.3, 17è Descens
- 2014-15 Segona Catalana Gr.3, 5è
- 2015-16 Segona Catalana Gr.3, 5è
- 2016-17 Segona Catalana Gr.3, 8è
- 2017-18 Segona Catalana Gr.3,13è
- 2018-19 Segona Catalana Gr.3, 13è
- 2019-20 Segona Catalana Gr.3, 9è